# Pseudaplodon
Pseudaplodon és un gènere de rosegador extint de la família dels aplodòntids, que actualment només conté una espècie vivent, el castor de muntanya. Visqué a Àsia i Nord-amèrica durant el Miocè i el Pliocè.